# 140 سيوة
140 سيوة هو كويكب كبير ومعتم يتخذ مداراً حول الشمس، في حزام الكويكبات اكتشفه الفلكي النمساوي يوهان بليسا في 13 أكتوبر عام 1874، تمت تسمية نسبة لألهة الخصوبة السلافية زيفا في أساطير أوكرانيا .في يوليو 2008. المسبار روزيتا الفضائي كان من المفترض ان يزور سيوة في طريقه إلى المذنب 46P / ورتينن ومع ذلك، تم تغيير مسار البعثة إلى المذنب تشوري 
محاولات قياس فترة دوران هذا الكويكب قد حققت نتائج متضاربة تتراوح بين 14,7 إلى 32 ساعة. الملاحظات الضوئية لهذا الكويكب في مرصد لاس كروسيس خلال عام 2010 أعطت منحنى ضوء غير منتظم مع فترة دوران 34.407 ± 0.002 ساعات وتباين سطوع 0.05 ± 0.01 في القدر..
دراسة تمت عام 2004 لطيف الكويكب اظهرت انة كويكب من النوع سي مع بنية نموذجية للكوندريت الكربونية.لا توجد ميزات امتصاص المعادن الحديدية المغنسيومية (معدن قاتم). .تم تنقيح التصنيف في وقت لاحق لكويكب من النوع باي

## وصلات خارجية
- 140 سيوة في قاعدة بيانات مختبر الدفع النفاث لأجرام النظام الشمسي الصغيرة

- الاكتشاف · مخطط المدار ·  العناصر المدارية · المعلمات المادية

## اقرأ أيضا
- حزام الكويكبات
- 326 تمارا
- كورونيس 158
- اوردا 167
- 263 درسدا
- 277 الفيرا